# Meinolf Vielberg
Meinolf Vielberg (* 15. Oktober 1958 in Hamm) ist ein deutscher Klassischer Philologe.

## Leben
Nach dem Abitur am humanistischen Gymnasium Hammonense in Hamm 1978 studierte Vielberg von 1980 bis 1985 Latinistik, Gräzistik, Philosophie und Erziehungswissenschaften an der Universität Göttingen, von 1983 bis 1986 als Stipendiat der Studienstiftung des Deutschen Volkes. 1985 wurde er bei Carl Joachim Classen promoviert und legte das Rigorosum in Latein, Griechisch und Philosophie ab. 1986/1987 war er im Rahmen eines DAAD-Stipendiums Visiting Scholar bei Sir Ronald Syme am Wolfson College in Oxford. Anschließend arbeitete er als Akademischer Rat auf Zeit und Wissenschaftlicher Assistent in Göttingen, wo er sich 1991 habilitierte. Im Sommersemester 1992 und Wintersemester 1992/93 nahm er eine Lehrstuhlvertretung an der Universität Düsseldorf wahr, im Sommersemester 1993 eine Gastprofessur an der Humboldt-Universität zu Berlin. 1994 folgte er einem Ruf an die Universität Jena auf den Lehrstuhl für Latinistik.
1996 wurde Vielberg zum ordentlichen Mitglied der Akademie gemeinnütziger Wissenschaften zu Erfurt gewählt. Von 1998 bis 2001 war er stellvertretender Vorsitzender des Deutschen Altphilologenverbandes. 2001 lehnte er einen Ruf an die  Universität Mainz ab. Seit 2001 ist er Sprecher des Graduiertenkollegs „Leitbilder der Spätantike“. 2003–05 war er Direktor des Instituts für Altertumswissenschaften. 2006 war er Leiter der Abteilung Klassische Philologie in der Sektion Altertumskunde der Görres-Gesellschaft.

## Veröffentlichungen (Auswahl)
- Pflichten, Werte, Ideale. Eine Untersuchung zu den Wertvorstellungen des Tacitus, Stuttgart 1987 (= Hermes Einzelschriften 52)
- Untertanentopik. Zur Darstellung der Führungsschichten in der kaiserzeitlichen Geschichtsschreibung, München 1996 (= Zetemata 95)
- Klemens in den pseudoklementinischen Rekognitionen, Studien zur literarischen Form des spätantiken Romans, Berlin, New York 2000 (= Texte und Untersuchungen zur Geschichte der altchristlichen Literatur 145)
- Der Mönchsbischof von Tours im ,Martinellus‘, Zur Form des hagiographischen Dossiers und seines spätantiken Leitbilds, Berlin, New York 2006 (= Untersuchungen zur antiken Literatur und Geschichte 79)
- Ciceros römische Philosophie. Werk und Wirkung eines akademischen Philosophen in Rom. (= Beiträge zur Altertumskunde, Band 411). De Gruyter, Berlin und Boston 2024.